# Paraxoes
Paraxoes is een kevergeslacht uit de familie van de boktorren (Cerambycidae). De wetenschappelijke naam van het geslacht werd voor het eerst geldig gepubliceerd in 1958 door Breuning.

## Soorten
Paraxoes omvat de volgende soorten:
- Paraxoes albomaculatus Breuning, 1966
- Paraxoes semperi Breuning, 1958